# All the Things I Never Said
All the Things I Never Said es el primer EP de la banda inglesa de indie pop Pale Waves. Fue lanzado el 20 de febrero de 2018 por Dirty Hit. El EP se tituló originalmente New Year's Eve después del sencillo del mismo nombre con una fecha de lanzamiento provisional del 18 de enero de 2018, pero a principios de enero de 2018 se anunció el cambio de nombre y se emitió una nueva fecha de lanzamiento. El EP también incluye versiones reelaboradas de los primeros demos de la banda "The Tide" y "Heavenly".
Las cuatro pistas del EP se lanzaron como sencillos, con "New Year's Eve" como sencillo principal el 7 de noviembre de 2017. El EP alcanzó el número uno tanto en la lista de sencillos físicos del Reino Unido como en la lista de sencillos de vinilo del Reino Unido.

## Antecedentes y lanzamiento
El EP fue grabado a finales de 2017 con Jonathan Gilmore. El grupo anunció previamente el título del EP como Nochevieja con una lista de canciones que originalmente incluía tres canciones, que se lanzarían el 18 de enero de 2018. La fecha de lanzamiento finalmente se retrasó hasta el 20 de febrero de 2018, con un nuevo título e incluyendo cuatro pistas. La lista final de canciones incluye versiones reelaboradas de las primeras demostraciones del grupo de "The Tide" y "Heavenly". El EP también se lanzó en un vinilo rojo de 12 pulgadas de peso pesado transparente de edición limitada el 16 de marzo de 2018.
La canción "New Year's Eve" fue lanzada el 7 de noviembre de 2017 como el sencillo principal del EP. El 15 de diciembre de 2017, la pista se envió a una radio de éxito contemporánea en el Reino Unido.
El segundo sencillo "My Obsession" fue lanzado digitalmente el 13 de diciembre de 2017, un día después de su estreno en el programa Beats 1 de Zane Lowe.
El 31 de enero de 2018, "The Tide" se estrenó en el programa Lowe's Beats 1 como parte de su función "World Record", y se lanzó digitalmente al día siguiente como el tercer sencillo del EP.
"Heavenly" se estrenó en el programa Annie Mac de BBC Radio 1 como el "Hottest Record in the World" el 19 de febrero de 2018. El 23 de marzo, se distribuyó en la radio de éxito contemporánea del Reino Unido como cuarto y último sencillo del EP.

## Lista de canciones
Todas las canciones escritas y compuestas por Pale Waves. 
| N.º | Título           | Duración |  |
| 1.  | «New Year's Eve» | 3:27     |  |
| 2.  | «The Tide»       | 3:14     |  |
| 3.  | «My Obsession»   | 4:25     |  |
| 4.  | «Heavenly»       | 2:54     |  |

## Personal
- Heather Baron-Gracie - voz principal, guitarra rítmica
- Hugo Silvani - guitarra, teclados
- Charlie Wood - bajo, teclado
- Ciara Doran - batería